# Anabolia ozburni
Anabolia ozburni is een schietmot uit de familie Limnephilidae. De soort komt voor in het Nearctisch gebied.